# 吉巷乡
吉巷乡，是中华人民共和国福建省宁德市古田县下辖的一个乡镇级行政单位。

## 行政区划
吉巷乡下辖以下地区：
坂中村、高坑村、永安村、渭洋村、前垅村、奎楼村、石床村、吉巷村、昆边村、昆山村、兰溪村、韦端村、北墩村、先锋村、芹溪村、梧山村、七茶洋村、水竹洋村、长洋村、前山村、塔洋村、前洋坂村、崎坑村、薛后村和上店综合场。

## 中国传统村落
2012年，长洋村被评为首批“中国传统村落”。